# Nettie (Virginie-Occidentale)
Nettie est une census-designated place située dans le comté de Nicholas, dans l’État de Virginie-Occidentale, aux États-Unis. Lors du recensement de 2020, elle comptait 483 habitants.